# Corso Cavour (Vérone)
Le Corso Cavour, situé dans le centre historique de Vérone, est l'une des rues les plus importantes et les plus élégantes de la ville.

## Histoire
Le Corso Cavour est une rue de Vérone qui s'étend sur 460 mètres, de la Porta Borsari au Castelvecchio. C'est une rue très ancienne avec environ 2 000 ans d'histoire. À l'époque romaine, c'était la partie faisant face à la ville de la Via Postumia, qui reliait Gênes à Trieste en passant par Vérone. Le long des côtés de la rue, les Romains avaient l'habitude d'enterrer leurs morts, c'est pourquoi de nombreuses découvertes d'une nécropole ont été trouvées. Aujourd'hui, de nombreux et somptueux édifices la bordent : notamment le Palazzo Bevilacqua et le Palazzo Canossa, tous deux conçus par l'architecte Sanmicheli en 1530.
La rue a été dédiée à Camillo Cavour après l'unification de l'Italie, avec l'installation d'une statue en son honneur, qui a ensuite été déplacée devant la gare de Porta Nuova pour faire place à la reconstruction de l'Arc des Gavi. La statue a été repositionnée le long du Corso en 2012, non plus sur le site d'origine, toujours occupé par l'arc, mais devant le Castelvecchio.

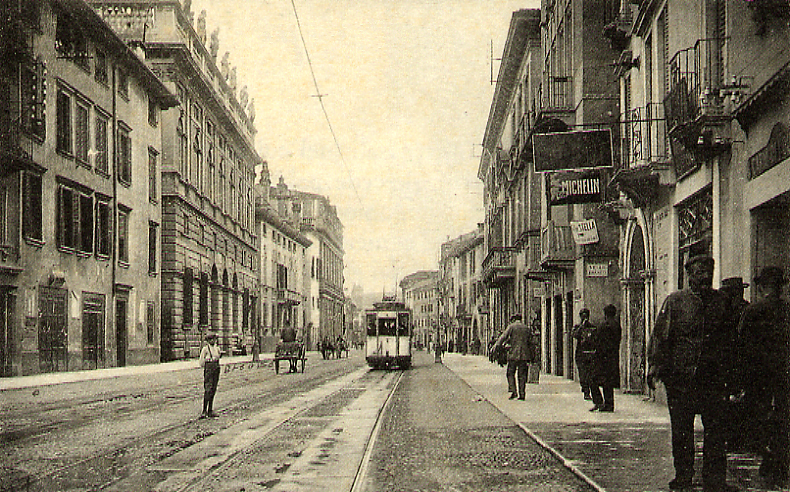
Corso Cavour sur une photo d'époque. A noter le tramway qui n'existe plus.
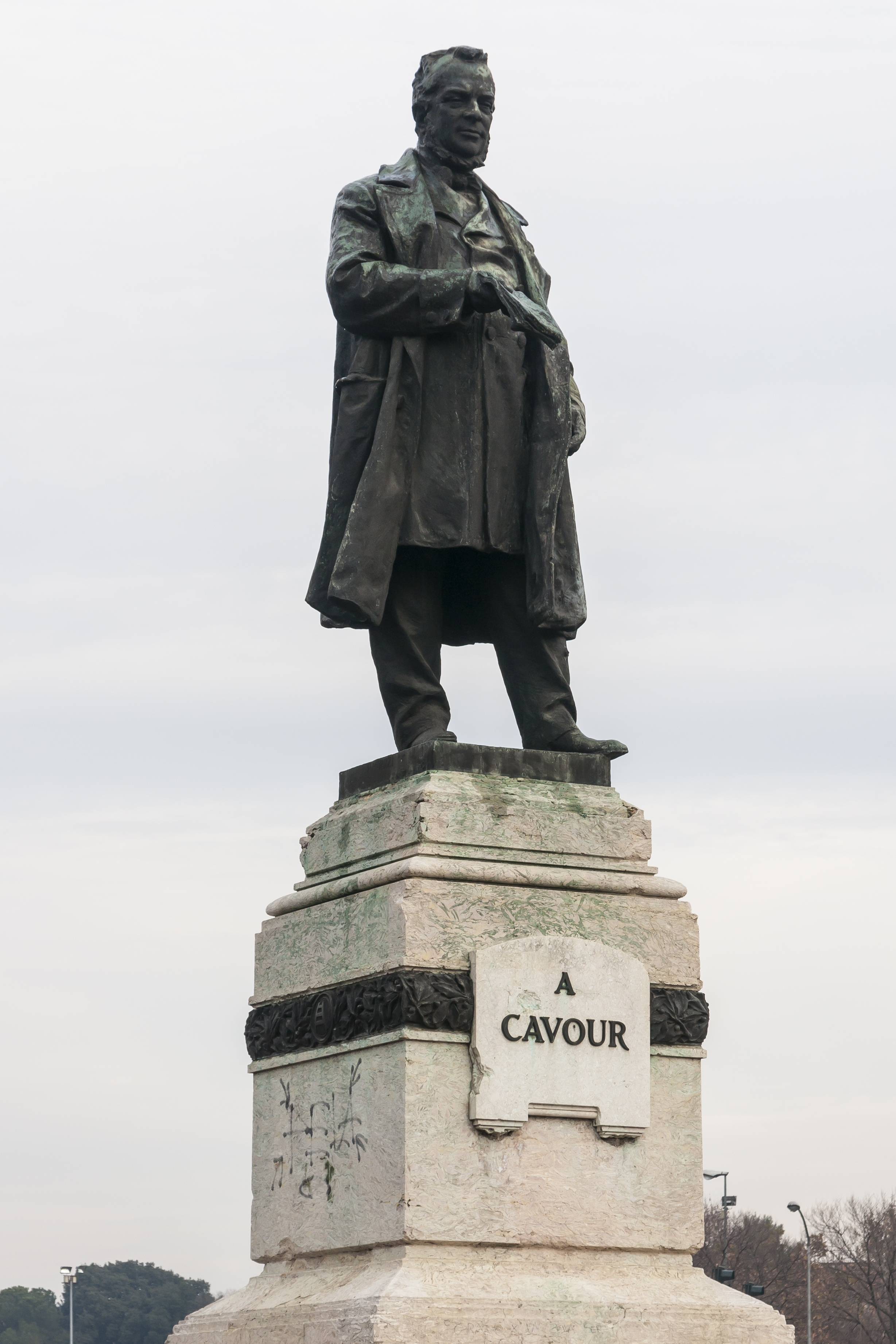
Statue de Camillo Benso
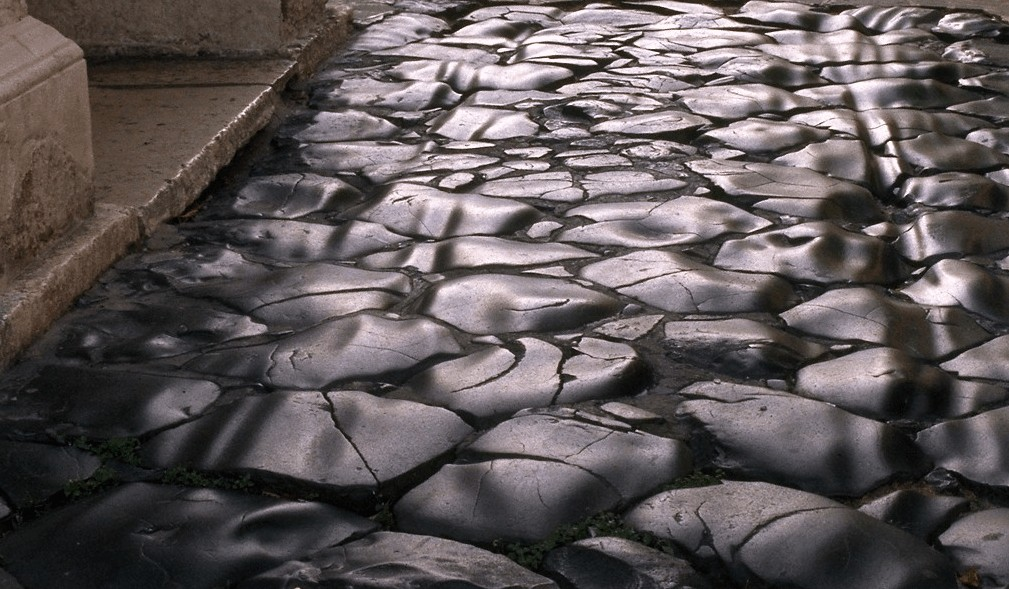
Partie préservée de l'ancienne via Postumia
De gauche à droite les palais : Canossa, Muselli et Portalupi sur le Corso Cavour

## Monuments et édifices civils

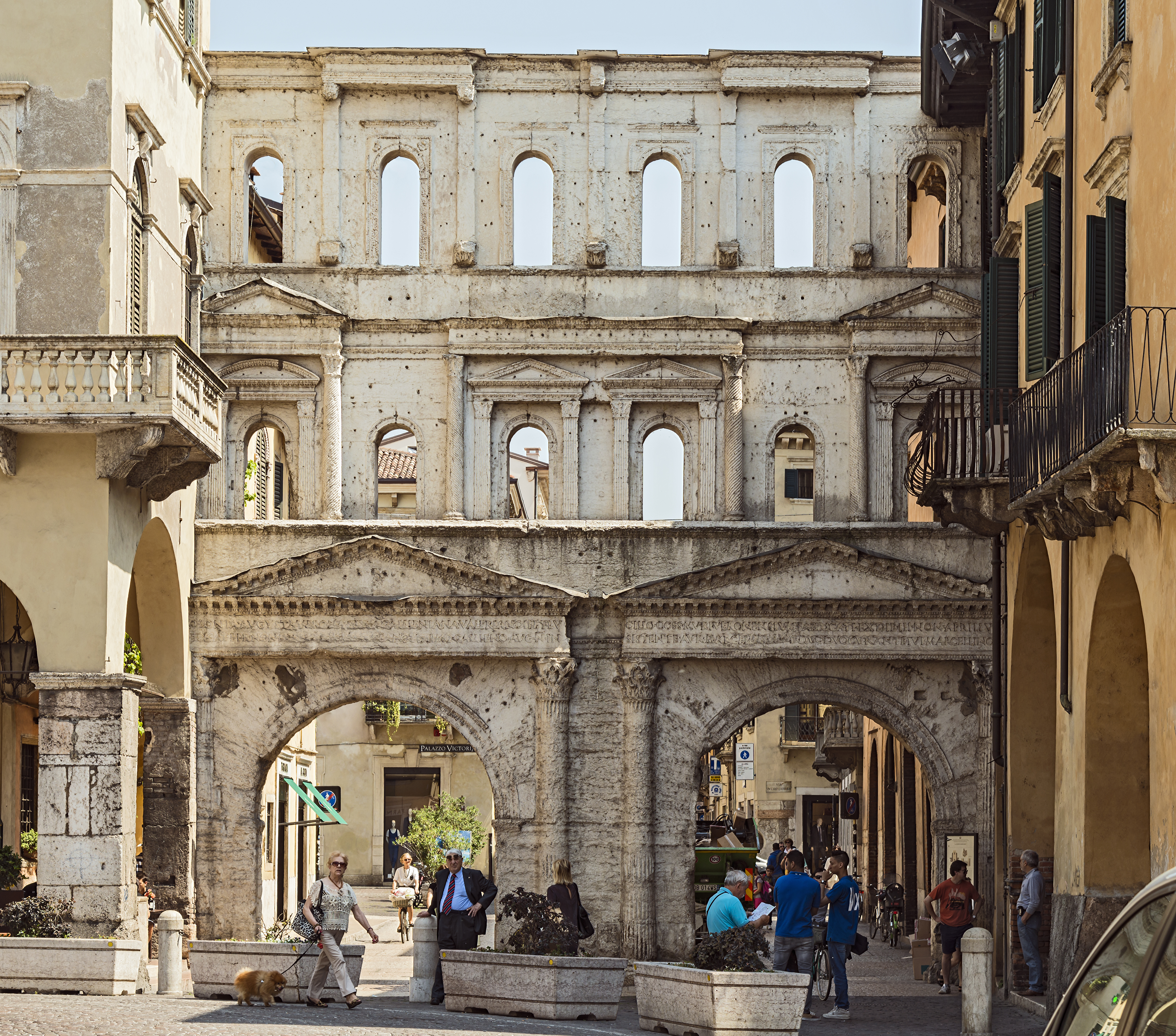
Porte Borsari
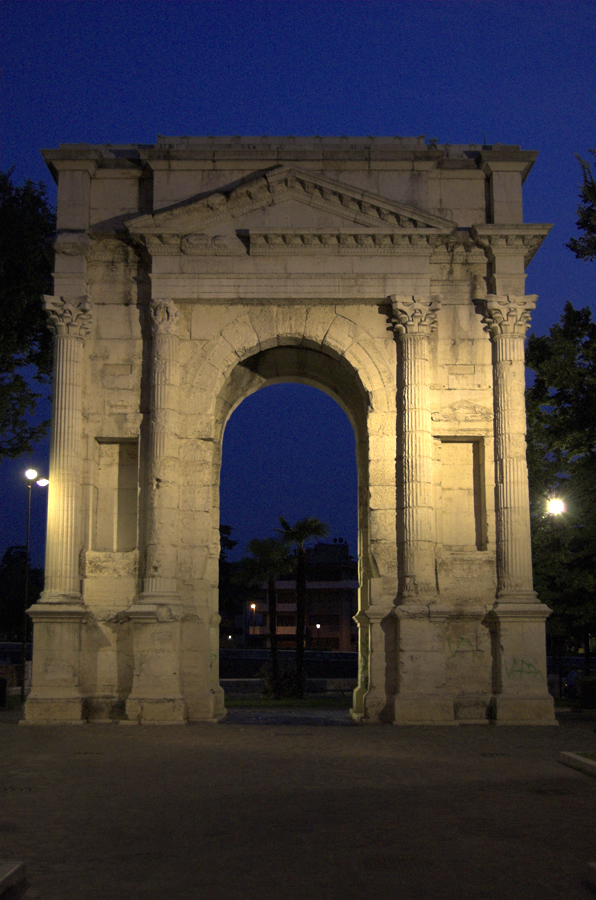
Arc des Gavi
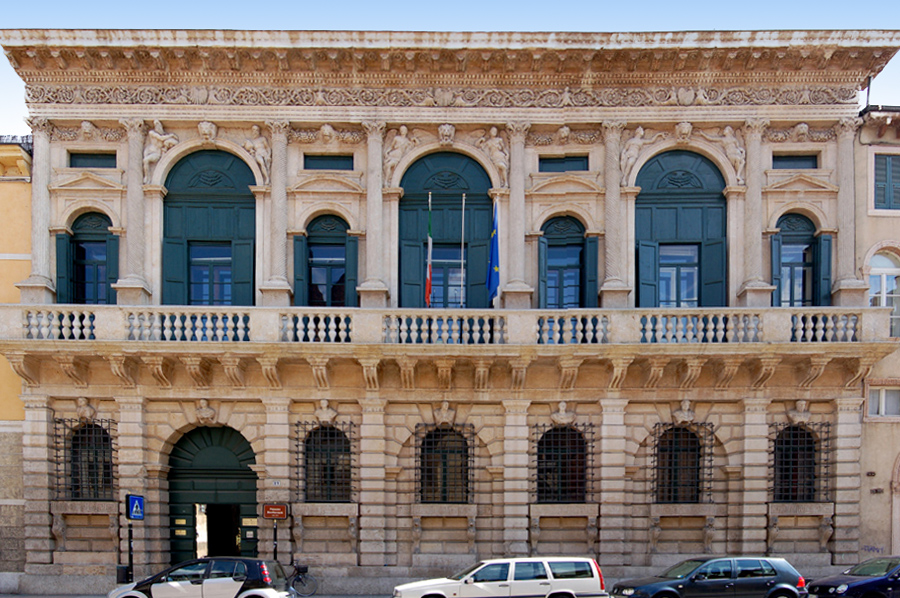
Palais Bevilacqua
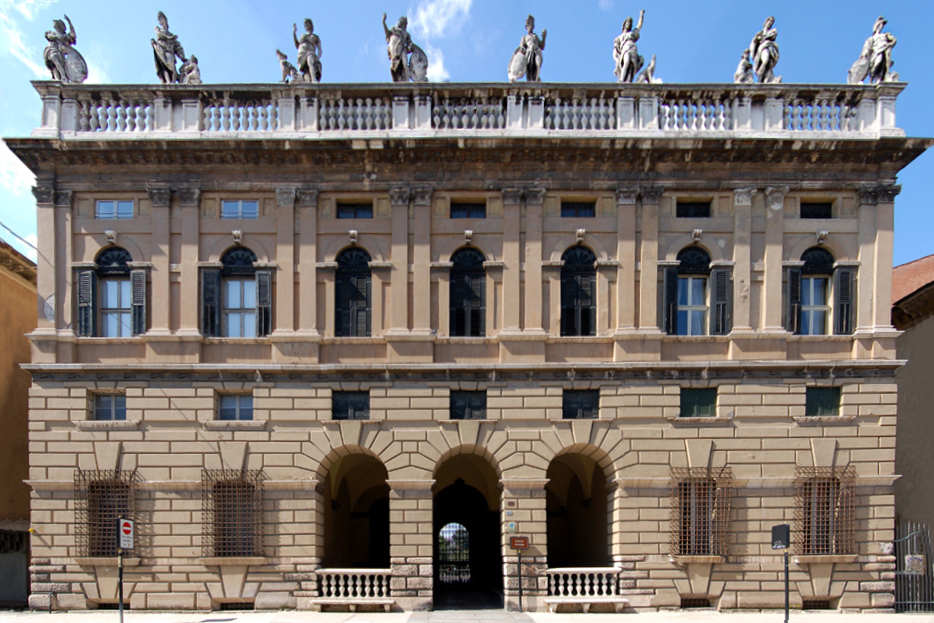
Palais Canossa
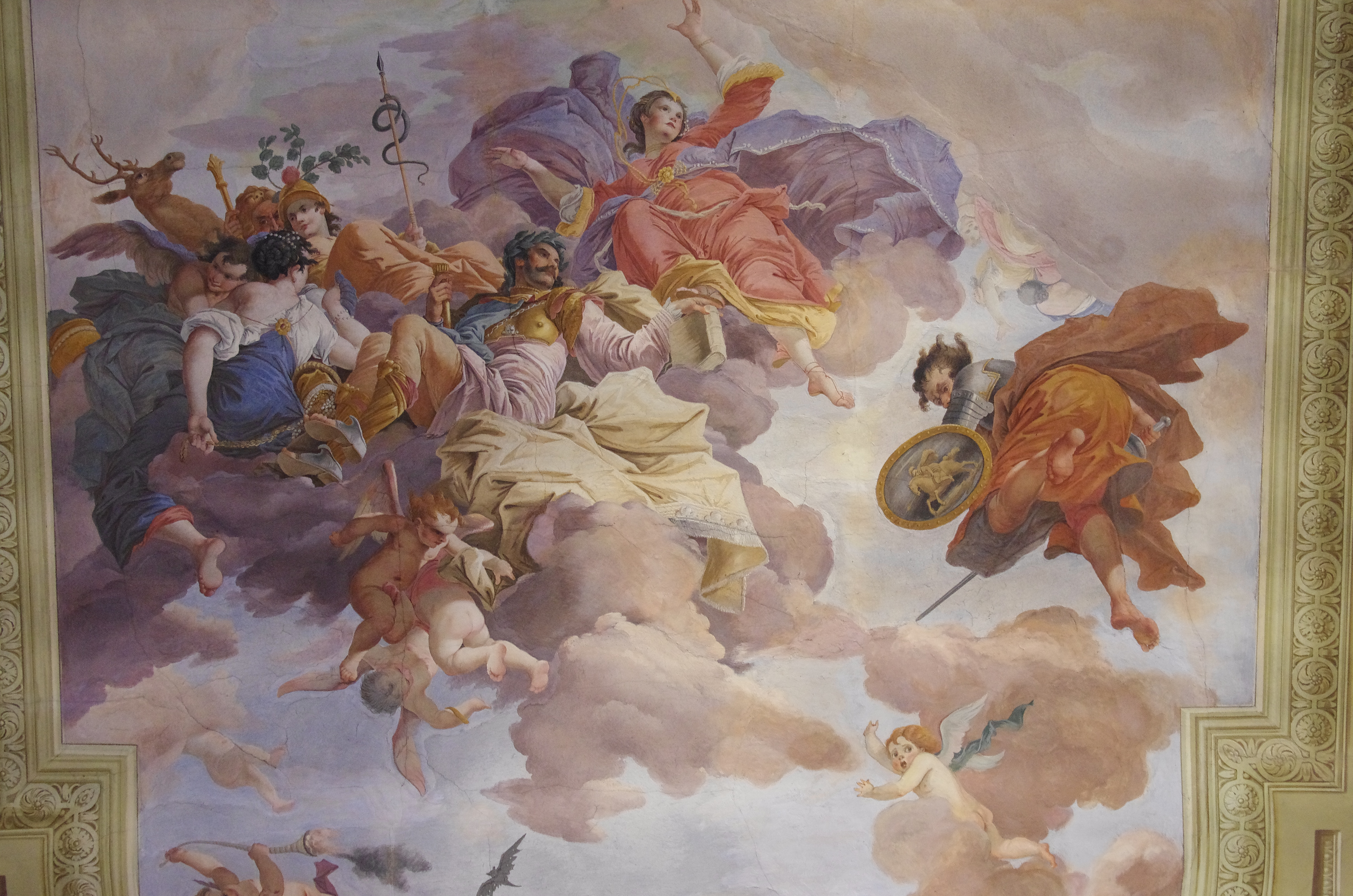
Plafond de la salle des fêtes du Palazzo Balladoro

- Palais Balladoro
- Palais Muselli[1],[2]
- Castelvecchio

- Porte Borsari
- Arc des Gavi
- Palais Bevilacqua
- Palais Canossa
- Plafond de la salle des fêtes du Palazzo Balladoro

### Architecture religieuse

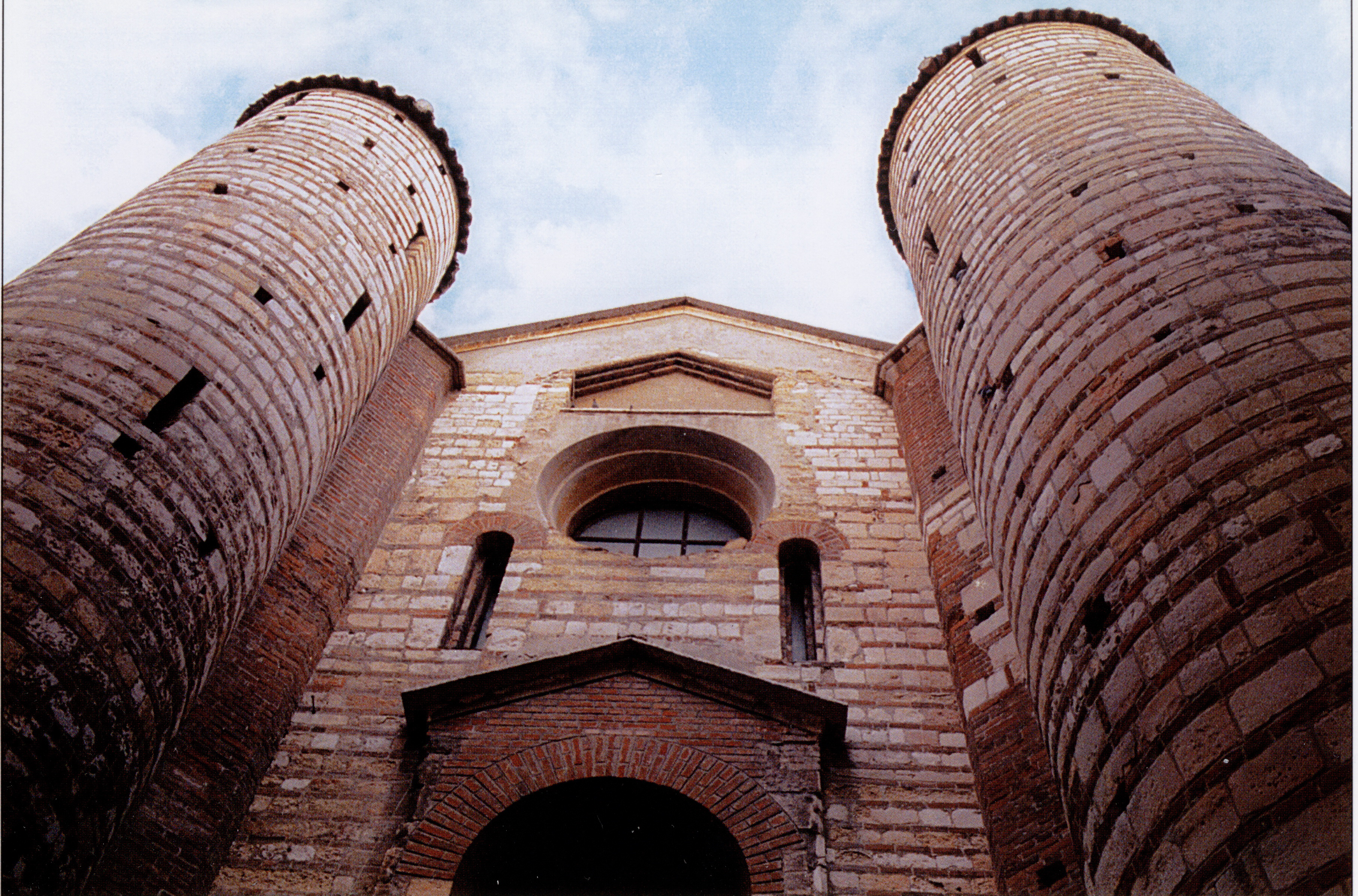
San Lorenzo Martire

- Église des Saints-Apôtres
- Église de San Lorenzo Martyr